# الولادة على متن الطائرات والسفن
الولادة على متن الطائرات والسفن (birth aboard aircraft and ships) موضوع له تاريخ طويل في القانون الدولي العام. القانون المتعلق بهذا الموضوع معقد، لأن الدول المختلفة تطبق مبادئ مختلفة للجنسية، وهي حق الأرض وحق الدم، بدرجات متفاوتة وبمؤهلات متفاوتة.

## خلفية تاريخية
قبل اتفاقية عام 1961، نص عدد من الدول صراحة، في قوانينها، على أن الولادات والوفيات على متن طائرة مسجلة في تلك الدولة تعتبر قد حدثت على الأراضي الوطنية، وبالتالي فإن قوانين الجنسية في تلك المنطقة تنطبق. كان أحد هذه المادة 32 (5) من قانون الجنسية البريطانية لعام 1948.

## القوانين المعاصرة
بموجب اتفاقية الطيران المدني الدولي لعام 1944، المواد من 17–21، فإن جميع الطائرات تحمل جنسية الدولة التي تم تسجيلها فيها، وقد لا تحمل جنسيات متعددة. يسري قانون جنسية الطائرة على الطائرة. ومع ذلك، فإن قوانين الجنسية في أي بلد تنطبق بالفعل في كل مكان، حيث إن كل دولة هي التي تحدد من هم رعاياها. لذلك ليس لهذه الاتفاقية أي تأثير على قوانين الجنسية. لا تنص الاتفاقية على أن الولادة على متن طائرة دولة ما يجب أن تعامل على أنها ولادة في ذلك البلد لأغراض الجنسية.
بموجب اتفاقية عام 1961 بشأن خفض حالات انعدام الجنسية، ولأغراض تحديد الالتزامات بموجب الاتفاقية، يجب معاملة الولادة على متن سفينة أو طائرة في المياه الدولية أو المجال الجوي على أنها ولادة في بلد تسجيل السفينة أو الطائرة. ومع ذلك، فإن الاتفاقية تنطبق فقط على المواليد حيث يكون الطفل لولا ذلك عديم الجنسية. نظرًا لأنه في معظم الحالات يكون الطفل مشمولاً بقانون واحد أو أكثر من الدول عند الولادة (الحصول على نفس جنسية والديه)، نادرًا ما تدخل هذه الاتفاقية حيز التنفيذ. بالإضافة إلى ذلك، لا يزال هناك عدد قليل جدًا من الدول الأعضاء التي هي أطراف في اتفاقية عام 1961.

### كندا
يتم تلقائيًا تمديد الجنسية الكندية للأطفال المولودين في المجال الجوي الكندي، ولكن يتم تقييم الولادة في المياه الدولية أو فوقها على أساس كل حالة على حدة. يتم تقييم عوامل مختلفة في تحديد الجنسية عند الولادة، والأبوة هي العامل الأكثر أهمية. لكن أن تكون مولودًا في سيارة مسجلة في كندا من شأنه أن يؤسس اتصالًا بكندا والذي من المحتمل أن يؤخذ في الاعتبار، إذا تم تقديم طلب لإعلان الشخص مواطنًا كنديًا.

### الولايات المتحدة
ينص قانون الولايات المتحدة على أن الأشخاص الطبيعيين المولودين على متن سفن أجنبية راسية في الموانئ الأمريكية أو المولودين داخل حدود المياه الإقليمية للولايات المتحدة هم مواطنون أمريكيون. من الاستثناءات المهمة لهذه القاعدة أن الأطفال المولودين لأشخاص (وفقًا للتعديل الرابع عشر) ليسوا «خاضعين للولاية القضائية» للولايات المتحدة (على سبيل المثال، الدبلوماسيون الأجانب المعتمدون لدى وزارة الخارجية الأمريكية أو العدو الأجنبي الغازي القوات) ليست تلقائيًا من مواطني الولايات المتحدة. على الرغم من سوء الفهم الشائع عكس ذلك، فإن الولادة على متن سفينة أو طائرة ركاب أو سفينة عسكرية ترفع العلم الأمريكي خارج 12 ميل بحري (22 كـم؛ 14 ميل) لا يُعد ولادة على أراضي الولايات المتحدة، وبالتالي لا ينطبق مبدأ حق الأرض.
بالإضافة إلى مسألة جنسية الطفل، هناك أيضًا سؤال حول كيفية الإبلاغ عن «مكان الميلاد» للأطفال المولودين أثناء العبور. توجه توجيهات وزارة الخارجية الأمريكية إلى أن الطفل المولود في المياه الدولية يجب أن يكون مكان ميلاده مدرجًا على أنه "AT SEA"، في حين أن أولئك الذين ولدوا في المياه الإقليمية لأي بلد سيدرجون اسم تلك الدولة. فالطفل الذي يولد في حالة فرار في منطقة لا تدعي أي دولة سيادتها عليها أن يسجل مكان ميلاده على أنه «في الهواء».